# Диво п'ятої ранку. Як підкорити свій день ще до сніданку
Диво п'ятої ранку. Як підкорити свій день ще до сніданку (англ. The 5 A.M. Miracle: Dominate Your Day Before Breakfast) — книга Джефа Сандерза, вперше вийшла у видавництві «Jeff Sanders Productions, LLC» 5 травня 2013 року. Українською мовою її було перекладено та опубліковано 2018 року у видавництві «Наш формат» (перекладач — Олександра Асташова).

## Огляд книги
Книга складається із дванадцяти розділів, розподілених на три частини. У кожній частині є розділ швидкого огляду і плану дій.

### Диво п'ятої ранку
Перші три розділи присвячені диву п'ятої ранку, де Сандерз розповідає, чому він перейшов до цієї програми. Автор описує, що він виявив, встаючи о п'ятій ранку. Основна причина в тому, що в цей час дня у нього набагато більше енергії для виконання завдань, необхідних для досягнення цілей. А при зменшенні енергії протягом дня, власних ресурсів недостатньо для досягнення цілей.

Сандерз також обговорює ідею створення процесів, підпрограм та систем, щоб почати свій день «з правої ноги». Початок вашого дня о п'ятій ранку — це початок рутини. Піднявшись в цей час, у вас є можливість спланувати свій день, можливість скористатися тишею, коли ніхто не турбує. Потім можна зосередитися на речах, які ви хочете зробити, і тому зможете бути більш продуктивними, оскільки ставите перед собою конкретні цілі. Він також представляє план дій для тих, хто встає пізніше. Це, переважно, перехід на власний годинник, але автор дає кілька порад, які полегшують цей перехід.

### Програма п'ятої ранку
У цій частині книги Сандерз зосереджується на системах і процесах. Це передбачає наявність великих завдань, над якими ви працюєте. Здебільшого, беручи великі цілі і розбиваючи їх на невеликі шматки, працюємо над тими з них, які мають обмежений термін. В цій частині Сандерз також говорить про налаштування процедур та підкреслює важливість відстеження прогресу.

Для кожного з цих розділів, викладаючи свою систему, автор детально висвітлює ситуацію, пропонуючи варіанти.

Сандерз пропонує кілька шаблонів, таких як дизайн ідеального тижня. Це дає змогу визначити найкращий час для виконання таких завдань, як перевірка електронної пошти, проведення зустрічей тощо. Наявність послідовного графіка сприяє підвищенню продуктивності.

Джеф Сандерз рекомендує проводити щоденні, щотижневі, щомісячні, квартальні та річні огляди, щоб визначити, як розвиваються ваші плани. Він представляє кілька ідей щодо того, як отримати найкращі результати.

### План дій п'ятої ранку
В останній розділ книги Сандерз включив два важливих елементи: 30-денну програму, яка допоможе розпочати роботу з програмою п'ятої години та інструментарієм рекомендованих читань та інших програм. 30-денний план дій є своєрідним зведення всіх елементів книги. Це невеликий путівник, який допомагає розпочати та включитись в роботу системи п'ятої ранку.

## Нагороди
Книга «Диво п'ятої ранку. Як підкорити свій день ще до сніданку» Джефа Сандерза увійшла у Топ-20 фіналістів нагороди Книга року 2015 у категорії самодопомоги (англ. Top 20 Finalist in the Self-Help Category for Book of the Year).

## Переклади українською
- Джеф Сандерз. Диво п'ятої ранку. Як підкорити свій день ще до сніданку / пер. Олександра Асташова. — К.: Наш Формат, 2018. — 168 с. — ISBN 978-617-7552-49-8.